# マクタブ
マクタブ (ラテン文字: Maktab、アラビア語: مكتب、メクテブとも呼ばれる)、あるいはクッターブ (ラテン文字: kuttab、アラビア語で学校を意味する) はアラビア語で初等教育学校を意味する単語である。マクタブは子供に読み書き、文法、クルアーンの朗読のようなイスラーム関連事物を教えるために使用されるが、その他の実践的、理論的な事柄に関しても教育を行なっている。20世紀まで、マクタブはイスラーム世界の多くの地域において唯一の大衆教育機関であった。
アラビア語ではマクタブは単に初等教育学校を意味する単語として言及されるが、マクタブはアフガニスタンのダリー語においても使用されており、アフガニスタンでは初等教育学校、中等教育学校を含む学校と同義で使用されている。イブン・スィーナーもまたマクタブという語を同様の意味で使用した。

## 歴史

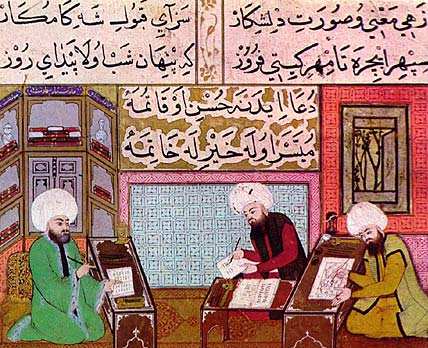
オスマン帝国のマクタブで教育を行う教師と生徒

中世イスラーム世界では、初等教育学校はマクタブとして知られており、この起源は少なくとも10世紀まで遡ることができる。高等教育を行うマドラサと同じく、マクタブはモスクに付属する形で建設された。10世紀、スンナ派のイスラーム法学者イブン・ハジャル・アル＝ハイタミーはマクタブについて議論を交わしている。マクタブを孤児のために運営していた、引退したシーア派の裁判官からの嘆願書への返答の中で、アル＝ハイタミーはマクタブに在籍する孤児に対するあらゆる物理的、経済的搾取を防ぐマクタブの教育構造について概説したファトワー (裁断) を下している。
11世紀、ペルシアの有名なイスラーム哲学者であり教育者のイブン・スィーナーは自身の著書において「子供の訓練と教育を行う際の教師の役割」と題したマクタブを扱った一節を設け、マクタブに勤務する教師へのアドバイスを贈っている。彼は学費を払って個人家庭教師を雇う代わりに学級授業で勉強したほうが子供たちはより良く学習できると述べており、彼はその理由としてグループ討論やディベートの有益さとともに生徒間の競争の価値の認識や切磋琢磨の意識などを挙げている。イブン・スィーナーはマクタブのカリキュラムについてある程度詳細に記述しており、マクタブにおける二つの教育課程のカリキュラムについて触れている。

### 初等教育
イブン・スィーナーは、子供たちが6歳でマクタブに入学し14歳まで初等教育を受けると自身の著書で記している。また、彼はクルアーン、形而上学、アラビア語、文学、道徳、手技 (様々な実践的スキルを指す)が教えられるべきだと述べている。

### 中等教育
イブン・スィーナーは中等教育過程におけるマクタブによる教育を、生徒は自身の社会的地位に関わらず手技を要求され始める専門化の時期として言及している。彼は14歳以上の子供には自身が興味のある事柄、具体的には読書、手技、文学、説法、医学、地理、商業、専門職やその他の事柄、もしくは生徒が将来の職業として興味を持っている職業に対し選択し専門化を深める選択が与えられるべきだとしている。彼は中等教育過程を過渡的な時期であるとし、生徒が生徒の情操教育の段階や卒業する年齢を見越して教育選択科目を十分に考慮し、柔軟な運用がなされる必要があると述べている。

### 識字率
中世において、イスラーム世界ではイスラム帝国時代に識字率の増加を経験した。当時中世世界において最も識字率の高い地域となり、古典古代の古代アテネの識字率と肩を並べるほどであった。マクタブとマドラサという教育機関の出現は中世イスラーム世界の比較的高い識字率に大きな貢献を果たした。